# Người Hazara
Người Hazara (tiếng Ba Tư: هزاره, tiếng Hazaragi: آزره) là một dân tộc bản địa vùng Hazarajat miền trung Afghanistan, nói phương ngữ Hazara của tiếng Dari (một dạng tiếng Ba Tư và là một trong hai ngôn ngữ chính thức của Afghanistan).
Người Hazara đại đa số là tín đồ Hồi giáo Shia Twelver và là dân tộc đông người thứ ba tại Afghanistan. Họ cũng là một dân tộc thiểu số đáng kể tại Pakistan, với dân số 500.000–900,000, phần lớn sống ở vùng Quetta.

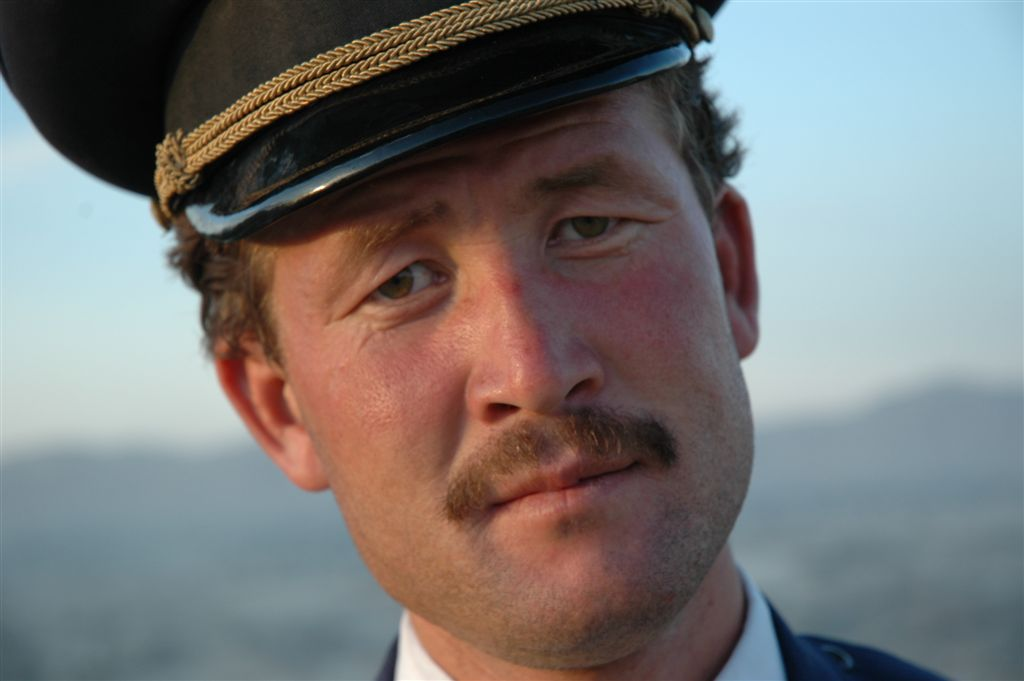
Một người đàn ông Hazara.

## Tên gọi
Babur, người thành lập Đế quốc Mughal vào đầu thế kỷ 16, ghi nhận cái tên Hazara trong tự truyện của ông, khi nhắc đến dân cư của Hazaristan, tọa lạc phía tây của vùng Kabulistan, phía bắc của Ghazna, và phía tây nam của Ghor.
Một giả thuyết thường gặp là Hazara bắt nguồn từ từ "ngàn" (هزار hezār) trong tiếng Ba Tư. Đây có thể là một dịch ngữ từ ming (minggan) tiếng Mông Cổ, tức một đơn vị gồm 1.000 lính vào thời Thành Cát Tư Hãn. Thời cổ, từ Hazar có lẽ từng được dùng thay thế với từ tiếng Mông Cổ và hay là tên của dân tộc.

## Nguồn gốc

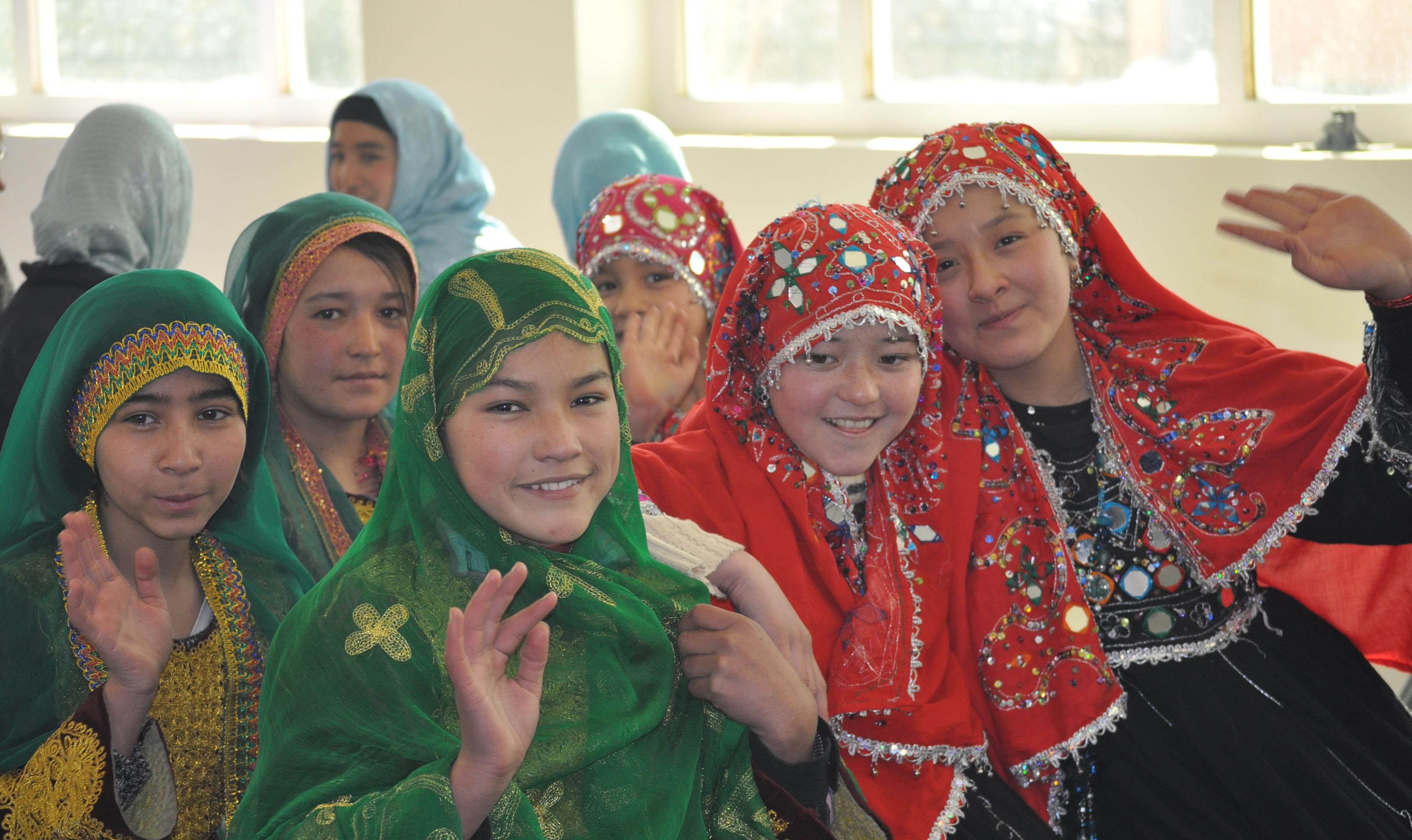
Những cô gái Hazara mặc hijab đỏ truyền thống ngồi cạnh những cô gái Tajik và Pashtun, tại Ghazni, Afghanistan.